# Louis-François Balleydier
Louis-François Balleydier (Albertville, 30 juli 1856 - Grenoble, 10 november 1927) was een Frans jurist en hoogleraar aan de Universiteit van Grenoble.

## Biografie
In 1873 behaalde Louis-François Balleydier een baccalaureaat in de letteren. In 1876 behaalde hij een licentiaat in de rechten. Hij promoveerde tot doctor in de rechten met een proefschrift over de vaste datum. Van 1881 tot 1883 en van 1887 tot 1893 doceerde hij burgerlijke rechtspleging aan de Universiteit van Grenoble. In 1883 onderwees hij ook notarieel recht. Van 1893 tot 1926 doceerde hij burgerlijk recht. Op 31 oktober 1926 ging hij met pensioen.

## Werken
- (fr)  De la preuve littérale en droit romain: De la date certaine en droit français, 1880, 200 p.
- (fr)  De La progression des dépenses publiques, 1902, 30 p.
- (fr)  L'Assurance sur la vie au profit d'un tiers et la jurisprudence, A. Rousseau, 1904, 69 p. (samen met Henri Capitant).
- (fr)  Les questions d'Etat devant les Cours d'appel, Grenoble, Allier Frères, 1893.
- (fr)  Du droit des riverains à la force motrice des cours d'eau non navigables ni flottables, Gauthier-Villars, 1915, 84 p.

- Base Léonore: LH//99/35
- Siprojuris: 56231
- Système universitaire de documentation: 081909306
- Virtual International Authority File: 207069308